# Wilhelm Peters (zoolog)
För konstnären, se Wilhelm Peters (konstnär)
Wilhelm Carl Hartwig Peters, född 22 april 1815 i Koldenbüttel, död 20 april 1883, var en tysk naturhistoriker, zoolog och utforskare. Hans far var pastor.

## Biografi
Wilhelm Peters var assistent till Johannes Peter Müller och senare kurator vid Humboldtmuseet i Berlin. I september 1842 reste han till Moçambique via Angola. Han återvände till Berlin med en enorm samling av konserverade exemplar av olika djurarter, främst fiskar och herptiler. Han har skrivit en stor mängd vetenskapliga rapporter, böcker och artiklar. Bland dem kan nämnas "Naturwissenschaftliche Reise nach Mossambique... in den Jahren 1842 bis 1848 ausgeführt" (1852–82) som rör hans Moçambique-resa, och "Über einen dem Lepidosiren annectens verwandten, mit Lungen und Kiemen zugleich versehenen Fisch aus den Sümpfen von Quellimane", som avhandlar hans studier kring afrikanska lungfiskar. År 1858 ersatte han Martin Lichtenstein som kurator på museet. Peters står som auktor för ett flertal djurarter och -släkten, bland dem det östafrikanska fisksläktet Nothobranchius och arten Nothobranchius orthonotus.
Peters invaldes 1858 som utländsk ledamot av Kungliga Vetenskapsakademien.